# Miguel Aguillón Guzmán
Miguel Aguillón Guzmán (1898-1995), fue un ilustre veracruzano, personaje de las letras nacionales en el siglo XX que desempeñó la Gobernatura de Veracruz en la convalecencia de Adalberto Tejeda Olivares al final de su segundo mandato.

## Datos biográficos
Nació en Jalacingo y Murió en Xalapa, Ciudades de la Provincia Veracruzana. Estudió en la Escuela Nacional Preparatoria (Hoy Preparatoria No. 1 del Colegio de Ciencias y Humanidades incorporada a la U.N.A.M.) de 1914 a 1915 y abrazó la Carrera de Leyes en la Nacional de Jurisprudencia (1916-1920) y justo en esa época empezó su participación política dentro del Estado Mayor del Coronel Adalberto Tejeda, llegando a fungír como Regidor del Ayuntamiento de la Ciudad de México, Agente del Ministerio Público después y en Jalisco se desempeñó como Juez de Primera Instancia -lo cual permitió su integración al Pleno del Tribunal Superior de Justicia del Distrito Federal como Magistrado-. En Veracruz, durante el Periodo Gubernativo 1928-1932 desempeñó la Secretaría General y tras el atentado que hirió al "Caballero Rojo", la Asamblea General de la Legislatura lo designó supletoriamente titular del Ejecutivo Estadual; el 12 de agosto de 1932 ordenó se promulgara en la Gaceta Oficial del Estado el Decreto por el que la Congregación de San Isidro, población bajo Jurisdicción de la Cabecera Municipal de Actopan se llamara en lo sucesivo Villa de Virgilio Uribe y en el Mes de octubre de 1943 volvió a ser Gobernador Substituto tras la licencia del Lic. Jorge Cerdán Lara por 30 días.
Regresó a su sitial como Magistrado inamoviblemente para retirarse en 1960 y así incorporarse como catedrático de la Facultad de Derecho de la Universidad Veracruzana hasta su jubilación en 1973; a la par que ejerció la docencia, de igual manera lo hizo con la labor legal y llegó a convertírse en Secretario General del Frente Socialista de Abogados.
Como Literato figuró en el Estridentismo y participó como colaborador de la revista HORIZONTE dirigida por Germán List Iturbe y al celebrarse el III Congreso Nacional de Estudiantes (Ciudad Victoria, Tamps. 1926), su liderazgo logró la adhesión de los pupilos a dicho movimiento artístico que encabezara Don Manuel Maples Arce desde 1922.
Desafortudamente no se han recopilado sus piezas literarias en un solo volumen pero su poema más representativo se llama 'Marlene'.